# Studios de Buftea
Les studios MediaPro Pictures est la plus grande société de production et de distribution cinématographique roumaine, fondé dans les années 1950, situé à Buftea en Roumanie. Les studios mediaPro de Buftea et les studios Castel de Snagov sont surnommés Rollywood.

## Histoire

### La naissance
La légende veut que les studios de Buftea baptisés Centrul de Producție Cinematografică Buftea (Centre de production cinématographique de Buftea) aient été créés par Gheorghe Gheorghiu-Dej, secrétaire général du Parti communiste dans les années 1950, parce que sa fille Lica, voulait faire carrière au cinéma. Plus vraisemblablement, la création a été motivée par la volonté du nouveau régime d'utiliser le septième art comme instrument de propagande. De 1959 à 1989, près de 80 % des films réalisés dans les studios roumains étaient des productions dédiés à la gloire du régime communiste.

### L'Âge d'or des studios
Sous le régime socialiste, les studios de Buftea ont permis l’émergence d’une génération de cinéastes roumains comme Mircea Veroiu, Sergiu Nicolaescu. Certains seront reconnus sur la scène internationale, à l’image de Gopo, récompensé à Cannes par la Palme d’or du meilleur court-métrage en 1957 ou de Liviu Ciulei, sacré meilleur réalisateur, toujours à Cannes, pour La Forêt des pendus en 1965.
L'Hiver en flammes (Răscoala) de Mircea Mureşan reçoit le prix de la première œuvre lors du Festival de Cannes 1966.
Rapidement, les studios vont aussi s’ouvrir aux productions étrangères. Après 1968, lorsque Nicolae Ceaușescu s’est prononcé contre l’intervention russe en Tchécoslovaquie, la Roumanie a été perçue par l'Occident comme un pays plus ouvert. Et donc Mayerling de Terence Young ou Les Mariés de l'an II de Jean-Paul Rappeneau ont été tournés dans les studios de Buftea. La Roumanie est alors engagée dans une politique de coproductions avec l'Est et l'Ouest, qui se referme avec le durcissement du régime à partir du milieu des années 1970.

### Le déclin
Avec la chute de Ceausescu, les tournages se raréfient, les studios font faillite faute de financements.
Dans cette période de vache maigre, les studios se démarquent avec des films de qualité. Dan Pita est récompense du Lion d'argent du Festival de Venise en 1992 pour Hotel de lux, et Lucian Pintilie a été reçu le Prix spécial du Jury dans le même festival en 1998 pour Terminus paradis.
En 1998, les studios sont mis en vente et c’est le groupe Mediapro qui l’emporte pour la somme de 107 milliards de lei de l’époque, soit l’équivalent de 10 millions d’euros actuels.

### La renaissance
Quelques années plus tard, les studios, rebaptisés Mediapro Pictures, accueillent de nombreux programmes de Pro TV, comme des émissions de divertissement (Dansez pentru tine) ou des feuilletons tels que Inima de tigan.
Le complexe accueille un nombre croissant de tournages de films. Outre les longs métrages locaux comme California Dreamin' de Cristian Nemescu, les films étrangers sont de plus en plus nombreux. Après les premières années difficiles avec des tournages de séries Z, Buftea s'est fait une réputation internationale grâce aux tournages d'Amen. de Costa-Gavras, de Callas Forever, Modigliani, Joyeux Noël. Et plus récemment Fire and ice : Les chroniques du dragon de Pitof, ou Ces amours-là de Claude Lelouch.

## Les secrets du succès

### Les infrastructures
Les studios de Buftea sont composés de :
- un parc de 28 000 m2,
- 20 plateaux,
- quatre bassins pour les tournages sous-marins, dont le plus important d’Europe de l’Est d'une surface de 750 m2 et d'une hauteur de 5 mètres,
- 30 000 costumes d’époque,
- un atelier de construction de décors, aussi bien extérieurs,
- un laboratoire de post-production,
- 500 employés.

### Le coût
Un tournage en Roumanie est jusqu’à 70 % moins cher qu’à Los Angeles. En outre, les coûts seraient de 20 % moindres par rapport à d’autres pays de la région, telle que la République tchèque. Ces bas coûts s’accompagnent d’une prestation de grande qualité assurée par des équipes compétentes qui, grâce à leurs expériences, maîtrisent les méthodes de travail européennes et américaines.

### Le pays
Les paysages en Roumanie sont variés et préservés, il existe aussi des zones marquées par l’héritage communiste, propices aux réalisations cinématographiques.
L'entrée récente de la Roumanie dans l’Union européenne ayant eu un effet non négligeable sur l’image du pays devrait vaincre les dernières réticences des majors.

## Films tournés dans les studios de Buftea
- La Moara cu noroc (1956);
- Citadela sfarâmată (1957);
- Două lozuri (1957);
- Ciulinii Bărăganului (1957);
- Alo?... Ați greșit numărul! (1958);
- Viața nu iartă (1959);
- Telegrame (1959);
- Valurile Dunării (1959).
- Darclée (1960);
- Setea (1960);
- Codine de Henri Colpi (1962)
- Tudor (1962);
- La Forêt des pendus (1964)
- Titanic vals (1964);
- Duminică la ora șase (1965);
- L'Hiver en flammes (Răscoala) (1965);
- Les Fêtes galantes de René Clair (1965)
- Mona, l'étoile sans nom de Henri Colpi (1966)
- Les Guerriers (Dacii) de Sergiu Nicolaescu (1966);
- Diminețile unui băiat cuminte (1966);
- Sept gars et une garce (1966);
- Kampf um Rom II – Der Verrat (1968);
- Mayerling de Terence Young (1968)
- Columna (1968);
- Le Reconstitution de Lucian Pintilie (1968)
- Mihai Viteazul (movie) (1970);
- Les Mariés de l'an II de Jean-Paul Rappeneau (1971)
- Felix și Otilia (1972);
- Cu mâinile curate (1972);
- Astă-seară dansăm în familie (1972);
- Ștefan cel Mare, Vaslui 1475 (1974);
- Dincolo de pod (1975);
- Mere roșii (1976);
- Operațiunea "Monstrul" (1976);
- Profetul, aurul și ardelenii (1978);
- Ion, blestemul pământului, blestemul iubirii (1979).
- Pruncul, petrolul și ardelenii (1981);
- Secvențe (1982);
- Concurs (1982);
- Faleze de nisip (1982);
- De ce trag clopotele, Mitică? (1982);
- Buletin de București (1982);
- Pas în doi (1985);
- Glissando (1985);
- Vară sentimentală (1985);
- Moromeții (1988);
- Noiembrie, ultimul bal (1989);
- Le Chêne (Balanța) de Lucian Pintilie (1992)
- Rămânerea (1992);
- Hotel de lux (1992);
- Patul conjugal (1993);
- Asfalt tango (1993);
- Un été inoubliable (O vară de neuitat) de Lucian Pintilie (1994)
- Terminus paradis (1998).
- Callas Forever (2001)
- Amen. de Costa-Gavras (2002)
- Furia d'Alexandre Aja (2002)
- Second Hand (2002);
- Filantropica (2002);
- Entre chiens et loups (2002)
- À la petite semaine (2003)
- Gunpowder, Treason and Plot (2003);
- Haute Tension d'Alexandre Aja (2003)
- Sex Traffic (TV, 2004);
- The Last Drop (2004);
- Modigliani (2004)
- Banlieue 13 (2004)
- La Crypte (2004)
- One Point O (2004)
- BloodRayne (2005)
- Le Goût du sang de Katja von Garnier (2005)
- Joyeux Noël (2005)
- American Haunting (2005)
- California Dreamin' de Cristian Nemescu (2006)
- Jacquou le Croquant (2007)
- Bunraku (2008)
- Fire and ice de Pitof (2008)
- Perkins'14 (2008)
- Slaughter (2008)
- Creature (2008)
- Hellhounds (2008)
- Sand Serpents (2008)
- Alien Western (2008)
- Ces amours-là de Claude Lelouch (2009)
- The Devil inside (2009)
- Christopher Roth (2010)
- Whistleblower (2010)
- Cristmas at Castlebury Hall (2011)
- William & Kate: A Royal Love Story (2011)
- Elvira et le Château hanté